# Eriosoma longipilosum
Eriosoma longipilosum är en insektsart. Eriosoma longipilosum ingår i släktet Eriosoma och familjen långrörsbladlöss. Inga underarter finns listade i Catalogue of Life.